# 海浜植物

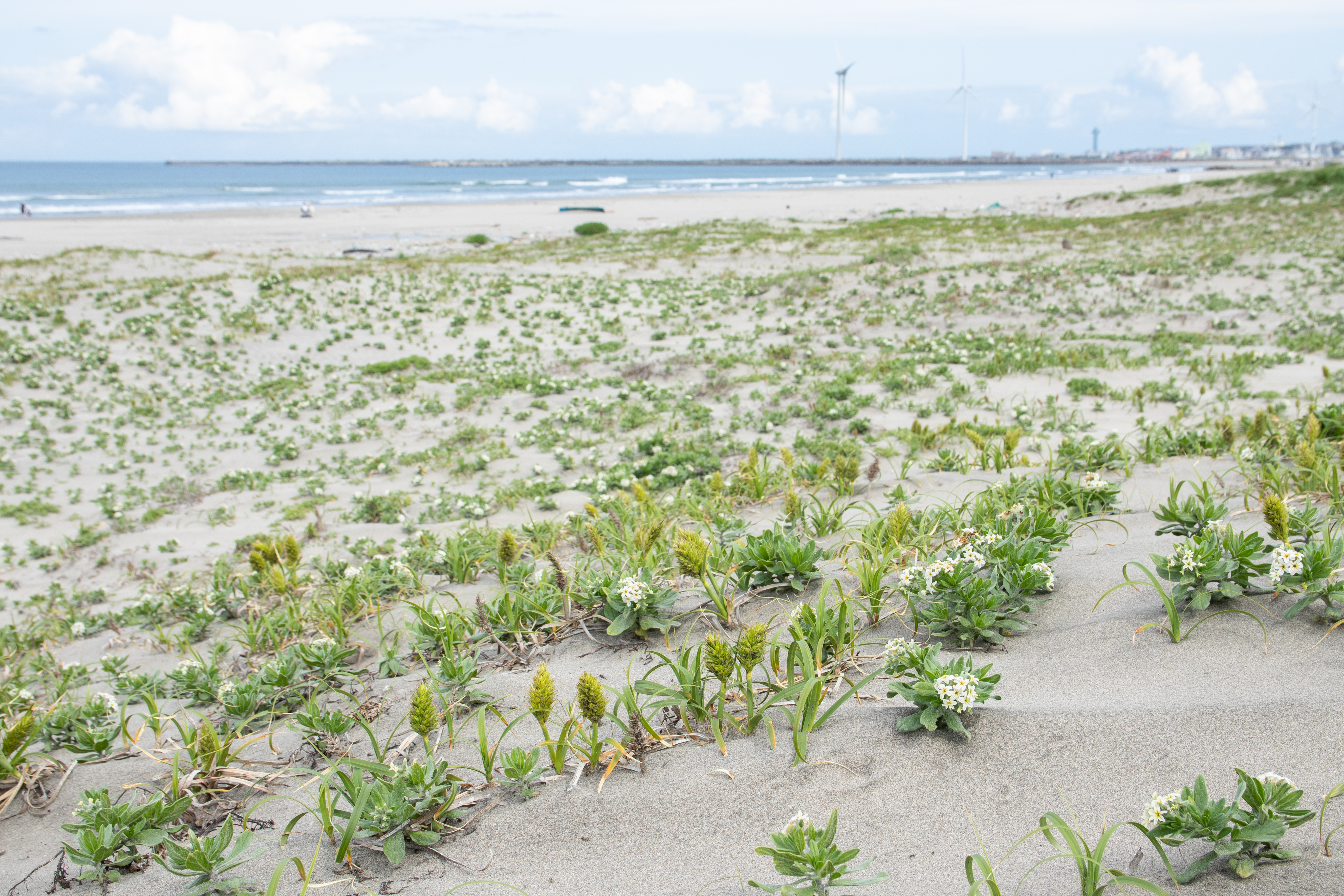
波崎海岸におけるスナビキソウとコウボウムギ
（2019年5月・茨城県神栖市）

海浜植物（かいひんしょくぶつ）というのは、海岸の、主に砂浜に生育する種子植物のことである。

## 生育環境
海岸で、海の方から見ると、海水に浸る部分は満潮の時の海水面までである。これを高潮線というが、これより少し上までは波によって海水をかぶり、また海水が染み込んでおり、海水の影響が強い。この部分を潮上帯という。潮上帯も高潮線付近では海藻やフジツボがあるが、高潮線を離れるにつれ、目立つ生き物は少なくなる。逆に陸側から見れば、潮風の影響は高等植物にはかなり厳しい条件であり、そこに顔を出す植物は限られている。海岸ぎりぎりの森林を構成するのは中部日本以南であれば、クロマツ、トベラ、ウバメガシ、ヒメユズリハなどである。それより海に近づくと樹木はなくなり、草本だけが見られる。砂浜であれば、森林の外側に、海から一定の距離を置いて草の生える帯が見られる。それより海に近づくと、海水の影響と波のために高等植物は見られなくなる（マングローブや海草など特殊例を除く）。この帯に生育する植物が海浜植物と呼ばれるものである。日本では、香川県観音寺市の有明浜で、様々な種類の海浜植物が咲いている。

## 特徴

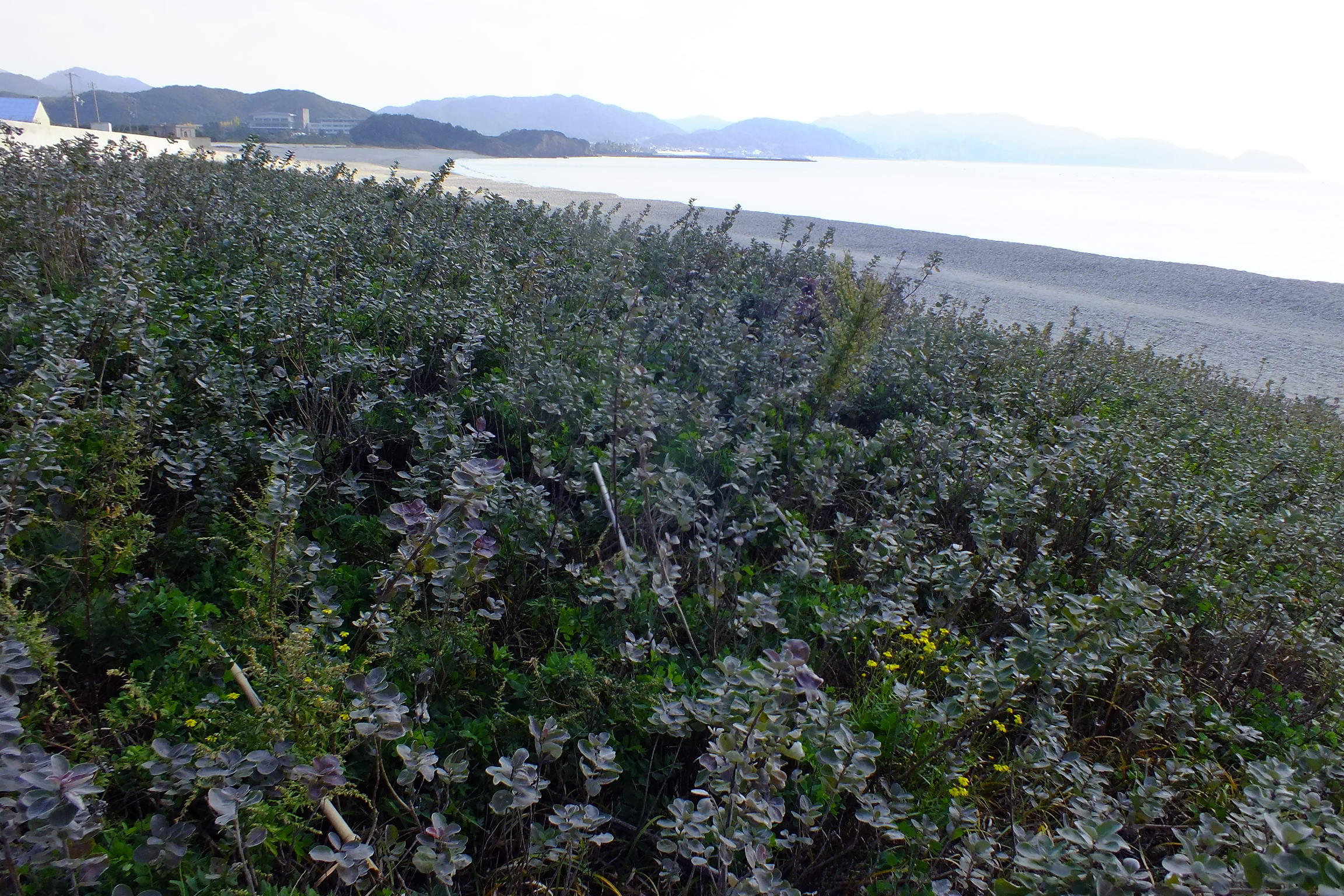
海浜植物をはじめ、貴重な植物や昆虫、水生生物、鳥類などが豊かな生態系を保っている吹上浜 (兵庫県)。水が少なく、日差しが強い場所であるため、葉が厚く、表面が固いものが多い特徴がある。風が強いため、背が高くならず、這うものも多い。

海岸という、多くの高等植物の成育できない環境に生育可能なだけに、いろいろな特徴がある。水が少なく、日差しが強い場所であるので、葉が厚く、表面が固いものが多い。風が強いため、背が高くならず、這うものも多い。また、砂は風で移動しやすい。そのため葉や芽が砂に埋もれてしまうことが多いが、そのような場合には、あらためて茎が伸びて葉を砂の表面に出す。砂を掘ると、長い地下茎が砂の中を這っている訳である。

## 環境悪化
近年、自然海岸、つまり、護岸などによって閉鎖されていない海岸が少なくなっている。護岸は、往々にして砂浜の最上部に作られ、これは海浜植物の分布域に一致する。また、種々の事情により、砂浜そのものが痩せ細る傾向が見られ、これも、海浜植物にとっての生息環境の減少につながっている。さらに、近年の自動車に於けるSUVのブームで、砂浜に車を乗り入れる者があり、海浜植物帯を踏み荒らす例がある。とくに、ハマボウフウなどの食用の物は、乱獲の問題もある。そのため、絶滅に瀕している種もある。

## 代表的な種
- シソ科：ナミキソウ・ハマゴウ

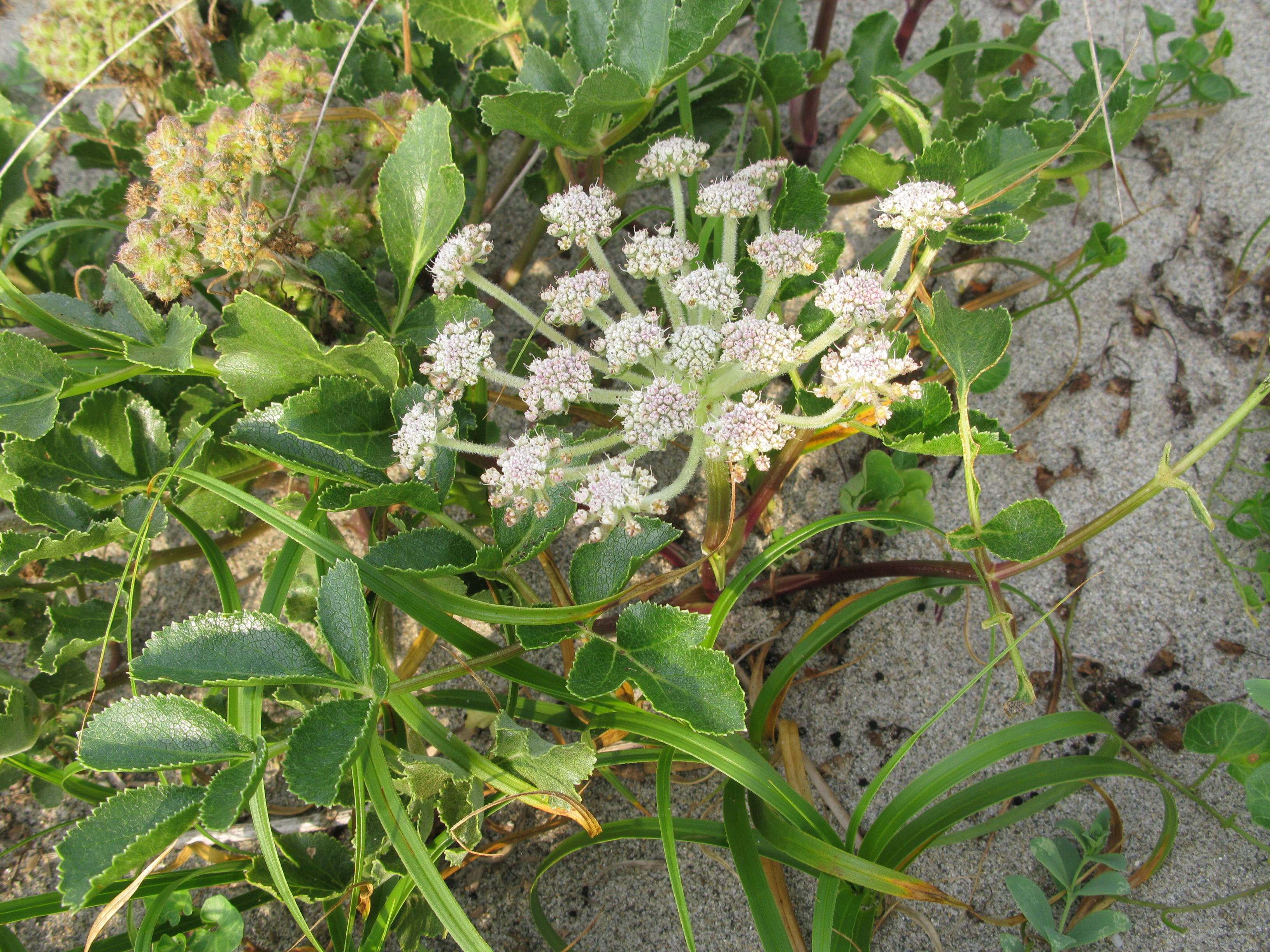
ハマボウフウ

- キク科：ハマニガナ(ハマイチョウ)・イソギク・ネコノシタ・クマノギク・ハマアザミ・オキナワギク・イソノギク・ヨナクニイソノギク
- クサトベラ科：クサトベラ
- ハマウツボ科：ハマウツボ
- オオバコ科：ウンラン
- クマツヅラ科：イワダレソウ
- サクラソウ科：ハマボッス
- ヒルガオ科：ハマヒルガオ・グンバイヒルガオ
- セリ科：ハマボウフウ・ハマウド・ハマゼリ
- ヒユ科：オカヒジキ・ハマアカザ
- ハマミズナ科：ツルナ
- ナデシコ科：ハマナデシコ
- バラ科：ハマナス・テリハノイバラ・シャリンバイ
- ヒノキ科：ハイネズ
- マメ科：ハマエンドウ・ハマナタマメ・ハマアズキ
- アブラナ科：ハマダイコン
- クスノキ科：スナヅル
- カヤツリグサ科：コウボウムギ・コウボウシバ・ハマアオスゲ
- イネ科：テンキグサ・オニシバ・ツキイゲ・クロイワザサ・ケカモノハシ・ハマエノコロ
- ユリ科：エゾノスカシユリ
- クサスギカズラ科：クサスギカズラ
- ヒガンバナ科：ハマユウ
- ハナヤスリ科：ハマハナヤスリ
- ベンケイソウ科：タイトゴメ
- ムラサキ科：ハマベンケイソウ・スナビキソウ
- トベラ科：トベラ
- トウダイグサ科：イワタイゲキ、ハマタイゲキ